# Lingue Reefs-Santa Cruz
Le lingue Reefs-Santa Cruz (in inglese: Reef Islands – Santa Cruz languages abbr. in Reefs – Santa Cruz, o RSC) sono una famiglia delle lingue oceaniche parlate nelle Isole Reef e nelle Isole Santa Cruz. Sono classificate come lingue delle Temotu.
Comprendono:
- Äiwoo (anche Reefs)
- lingue di Nendö (Santa Cruz):
  - Nanggu (o Engdewu)
  - Natügu
  - Nalögo
  - Noipä (Noipx)